# نیوبورو، کمبریج‌شر
نیوبورو (به انگلیسی: Newborough) یک روستا و محله مدنی در بریتانیا است که در پیتربورو واقع شده‌است. نیوبورو ۱٬۶۷۰ نفر جمعیت دارد.